# Iwan Antonowitsch Jefremow
Iwan Antonowitsch (Antipowitsch) Jefremow (russisch Иван Антонович (Антипович) Ефремов; nach engl. Transkription Ivan Antonovich Efremov; * 9. Apriljul. / 22. April 1908greg. in Wyriza; † 5. Oktober 1972 in Moskau) war ein russisch-sowjetischer Paläontologe und Science-Fiction-Autor. Er gilt als Begründer der Taphonomie oder Fossilisationslehre, eine geowissenschaftliche Disziplin, die die Entstehung von Fossilien untersucht.
Der 1976 vom sowjetischen Astronomen Nikolai Tschernych entdeckte Asteroid (2269) Efremiana wurde nach ihm benannt.

## Leben

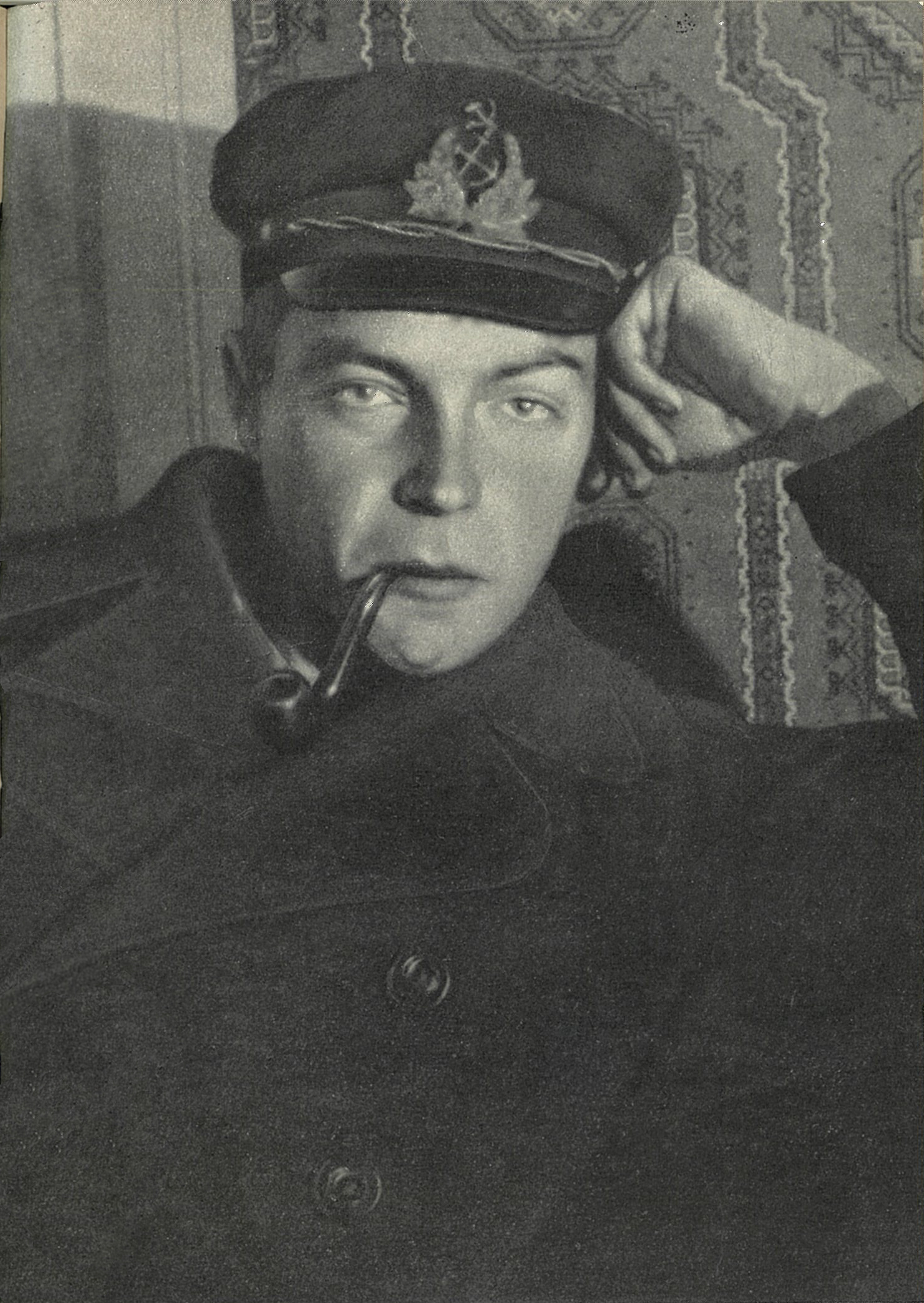
Iwan Jefremow 1925

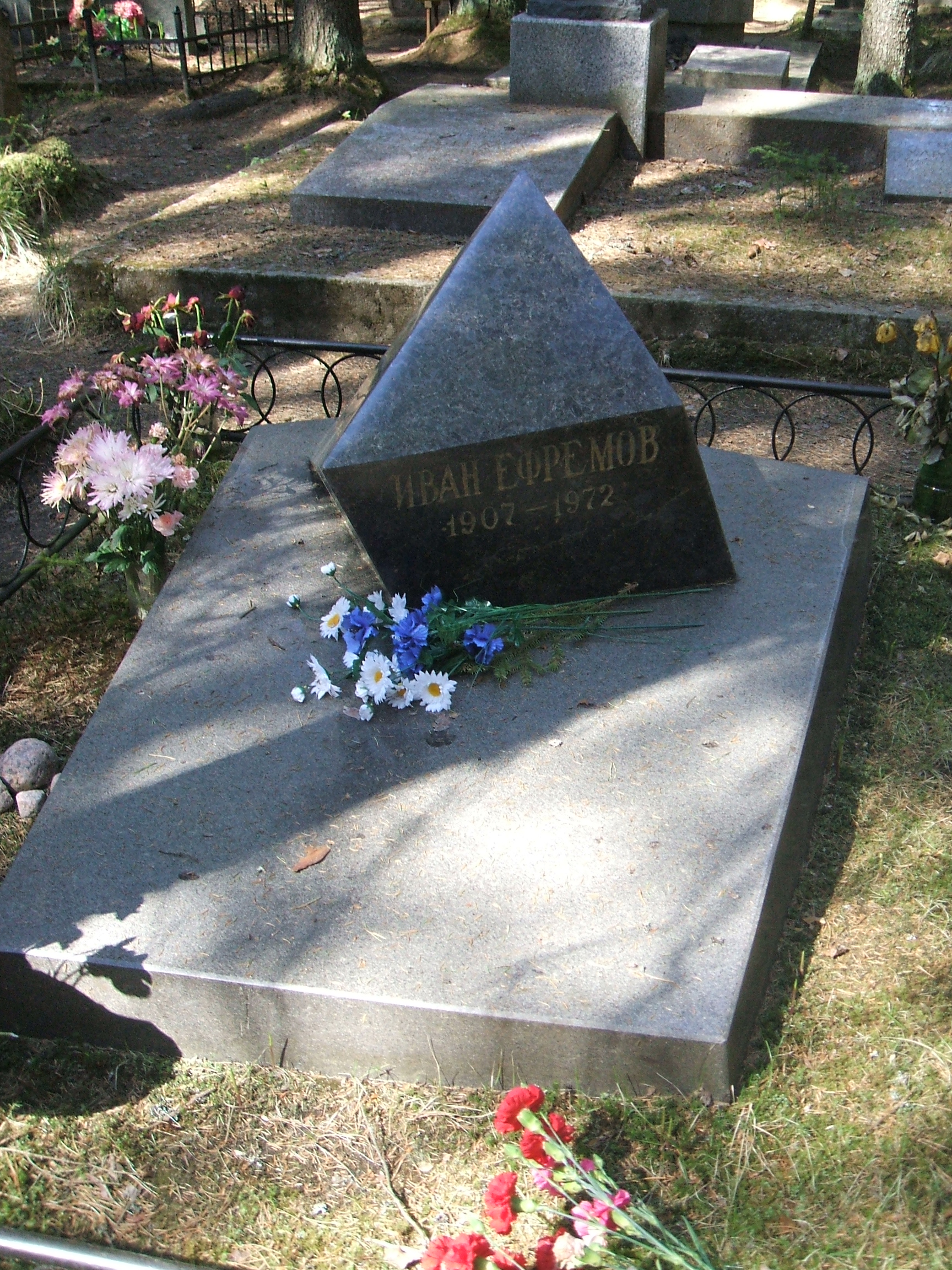
Jefremows Ruhestätte auf dem Friedhof von Komarowo bei Leningrad mit futuristisch gestaltetem Grabstein.

Jefremow wurde dem Taufregister des Distrikts Zarskoje Selo zufolge am 9. April 1908 (22. April nach Gregorianischem Kalender) in Wyriza unweit Sankt Petersburg geboren. Sein Vater Antip Charitonowitsch Jefremow (ab 1910 Anton Charitonowitsch) war Holzhändler und hatte seinen Militärdienst im berühmten Semjonowskoje-Regiment geleistet, einem der traditionsreichsten Garderegimenter des Zaren. Seine Mutter Warwara Alexandrowna Jefremowa (geb. Ananjewa) stammte aus Tosno und war 18 Jahre alt, als sie den kleinen Iwan zur Welt brachte.
In seiner Vorschulzeit kam Iwan nicht viel herum. Allerdings lernte er bereits früh Lesen und las mit sechs Jahren 20.000 Meilen unter dem Meer und andere Romane von Jules Verne, die sich in der Hausbibliothek seines Vaters fanden. Wegen einer Krankheit seines jüngeren Bruders Wassili siedelte die Familie nach Berdjansk ans Asowsche Meer über. Dort besuchte Iwan die Schule und las weiterhin Bücher, wobei ihn, nach eigenen Angaben, die Romane von H. G. Wells (Die Zeitmaschine, Der Unsichtbare, Krieg der Welten) besonders prägten.
1917, während der Russischen Revolution, ließen sich seine Eltern scheiden. 1919 zog die Mutter mit den Kindern nach Cherson, heiratete einen Offizier der Roten Armee und ließ die Kinder bei einer Verwandten  zurück, die sich jedoch kurz darauf nicht mehr um diese kümmern wollte. So standen die Kinder zunächst in der Obhut der Erziehungsbehörde. Iwan verschlug es daraufhin zu einer motorisierten Kompanie der 6. Armee der Roten Armee. Vermutlich gab er bei dieser Gelegenheit an, dass er 1907 geboren sei, was aus ihm damals einen Zwölfjährigen machte. Unter Angabe seines tatsächlichen Alters wäre er wohl nicht in die Armee aufgenommen worden. Jedenfalls galt 1907 in der Sowjetunion als Jefremows offizielles Geburtsjahr, das auch auf seinem Grabstein vermerkt ist. Als „Sohn der Kompanie“ kam Jefremow nach Perekop und nahm dort an Gefechten gegen die Weißgardisten unter Baron Wrangel teil. Als seine Einheit in Otschakow unter Artilleriebeschuss lag, trug er eine Verletzung davon. Infolge des Schocks, den er dabei erlitt, behielt er für den Rest seines Lebens ein leichtes Stottern bei.
1921 verließ er die Armee und zog nach Sankt Petersburg, das mittlerweile Petrograd hieß, um dort die Schule abzuschließen. Danach arbeitete er als Fahrer, Sägewerks- und Hilfsarbeiter, besuchte die Seefahrtsschule und fuhr in den Jahren 1923 bis 1925 im Ochotskischen und Kaspischen Meer zur See.
Schon im Jahr 1924 begann Jefremow sich für Paläontologie zu interessieren. Er bekam einen Studienplatz an der Staatlichen Universität Sankt Petersburg, erwarb aber keinen formellen Abschluss. Ab der Mitte der 1930er-Jahre nahm Jefremow an mehreren paläontologischen Expeditionen teil, die in die Wolgaregion, den Ural und nach Zentralasien führten. Er wurde daraufhin einer der leitenden Mitarbeiter des Paläontologischen Institutes (PIN) der Akademie der Wissenschaften der UdSSR. 1935 bestand er ein externes Examen am Leningrader Bergbauinstitut. 1941 promovierte er in Biologie.
In den 1940er-Jahren entwickelte Jefremow die Grundlagen der Taphonomie. Während der von ihm geleiteten Sowjetisch-Mongolischen Paläontologischen Expeditionen 1946–1949 bestätigten sich viele seiner Voraussagen. Das Buch „Taphonomie“ wurde 1950 veröffentlicht.
Jefremows erste nicht-wissenschaftliche Arbeit erschien 1944. Sein größter Erfolg war der Roman Andromedanebel, der 1957 als gekürzter Vorabdruck in der Zeitschrift Technika – molodjoschi veröffentlicht wurde und 1958 als Buch erschien. Darin beschreibt Jefremow die kommunistische Zukunft der gesamten Menschheit, die die Sterne besucht und die Erde in ein Paradies verwandelt hat. Die Menschheit ist dabei ein Teil eines „Großen Ringes“ verschiedener kosmischer (und ebenfalls kommunistischer) Zivilisationen. Andromedanebel war einer der meistverkauften sowjetischen Romane und wurde für viele Sowjetbürger zu einem Idealbild einer zukünftigen Gesellschaft. Sein 1970 erschienener nächster Roman Die Stunde des Stiers wurde dagegen unmittelbar nach der Veröffentlichung auf Betreiben des damaligen KGB-Chefs Juri Andropow verboten, auch in Jefremows Gesammelte Werke nicht aufgenommen und konnte erst nach der Perestroika wieder erscheinen.

## Auszeichnungen
- 1945 Orden des Roten Banners der Arbeit für Verdienste in der Paläontologie.[4]
- 1952 Stalinpreis für sein Buch „Taphonomie“[5]
- Ehrenzeichen der Sowjetunion[4]
- 1968 Orden des Roten Banners der Arbeit für Verdienste in der Entwicklung der Literatur[4]

## Werke

### Science Fiction / Abenteuer

#### Als Autor
- Am See der Berggeister. Erzählung. 1944 (dt. 1946, 1952).
- Atoll Fakaofu. Erzählung. 1944 (dt. 1956).
- Der Mondscheinfelsen. Erzählung. 1944 (dt. 1953).
- Der Diamantenschlot. Erzählung. 1945 (dt. 1953).
- Der Schatten der Vergangenheit. Erzählung. 1945 (dt. 1946).
- Das Land aus dem Meeresschaum. Roman. 1949 (dt. 1961).
- Das Observatorium von Nur-I-Descht. Erzählung. 1950 (dt. 1951).
- Der Tod in der Wüste. Erzählung. 1950. (dt. 1953 als Band 2 der Buchreihe Spannend erzählt; auch 1961 als Band 40 der Buchreihe Kompass-Bücherei, um eine Geschichte gekürzt).
- Das weisse Horn. Erzählung (dt. 1951).
- Die Höllenflamme. Erzählung (dt. 1954).
- Das letzte Marssegel. Erzählung (dt. 1956).
- Das Mädchen aus dem All (russ. Туманность Андромеды). Roman. 1958 (dt. 1958, 1965, jeweils im Verlag Kultur und Fortschritt, Berlin (Ost)); 1983 unter dem Titel Andromedanebel als Neuübersetzung im westdeutschen Heyne Verlag erschienen.
- Das Herz der Schlange (russ. Сердце Змеи; dt. auch Begegnung im All). Erzählung. 1959 (dt. 1960 in Das neue Abenteuer, Heft 174 und 175).
- Des Messers Schneide (russ. Лезвие бритвы). Roman in 4 Büchern. 1959–1963. (dt. 1963 nur auszugsweise unter dem Titel Das Kettenglied).
- Die Reise des Bawardjed. Historische Erzählung. (Vorgeschichte zu Das Land aus dem Meeresschaum, dt. 2004).
- Die Stunde des Stiers (russ. Час Быка). Roman. 1970 (dt. 2009).
- Tais von Athen (russ. Таис Афинская). Historischer Roman. 1972.

#### Als Herausgeber
- 17 Welträtsel – Die großen Fragen der Forschung. Populärwissenschaftliche Essays. 1972 (dt. 1972).

### Wissenschaftliche Literatur
Von den über 100 wissenschaftlichen Arbeiten, die Jefremow veröffentlichte, sind bisher nur wenige in anderen Sprachen als Russisch erschienen. Es folgt eine Auswahl von Aufsätzen und Übersichtsartikeln, die auch oder ausschließlich in deutscher oder englischer Sprache erschienen sind.
- Benthosaurus sushkini ein neuer Labyrinthodont aus den permo-triassischen Ablagerungen des Scharschenga-Flusses, Nord-Düna Gouvernement. Известия Академии Наук СССР (Отделение Физико-Математических Наук). 1929, S. 757–770. (Digitalisat)
- Über die Labyrinthodonten der UdSSR. II. Permische Labyrinthodonten des früheren Gouvernements Wjatka. Band 2, Труды Палеозоологического Института, 1933, S. 117–164.
- Some new Permian reptiles of the USSR. In: Comptes Rendus (Doklady) de l’Académie de Sciences de l’URSS. Band 19, Nr. 9, 1938, S. 771–776.
- Die Mesen-Fauna der Permischen Reptilien. In: Neues Jahrbuch für Mineralogie, Geologie und Paläontologie. Beilagen-Band 84, Abteilung B., 1940, S. 379–466.
- Kurze Übersicht über die Formen der Perm- und Trias-Tetrapoden-Fauna der UdSSR. In: Zentralblatt für Mineralogie, Geologie und Paläontologie, Abteilung B. 1940, S. 372–383.
- Taphonomy: New branch of Paleontology. In: The Pan-American Geologist. Band 74, Nr. 2, 1940, S. 81–93. (Nur-Text-Digitalisat)
- Ulemosaurus svijagensis Riab. – ein Dinocephale aus den Ablagerungen des Perm der UdSSR. In: Nova Acta Leopoldina (N. F.). Band 9, 1940, S. 155–205.
- The Gondwana System of India and the Vertebrate Life History in the Late Paleozoic. In: Journal of the Palaeontological Society of India. Band 2, 1956, S. 24–28. (Digitalisat)
- Some Considerations on Biological Bases of Paleozoology. In: Vertebrata Palasiatica. Band 2, Nr. 2–3, 1958, S. 83–100. (Digitalisat)